# Coast II Coast
Albums de Tha Alkaholiks
21 and Over
(1993) Likwidation
(1997)
Singles
1. DAAAM!
Sortie : 1994
2. The Next Level
Sortie : 1995

Coast II Coast est le deuxième album studio des Alkaholiks, sorti le 28 février 1995.
L'album s'est classé 12e au Top R&B/Hip-Hop Albums et 50e au Billboard 200.

## Liste des titres
| No  | Titre                                                                              | Contient un (des) sample(s) de | Durée |
| --- | ---------------------------------------------------------------------------------- | --- | ----- |
| 1.  | WLIX (featuring Declaime et Lootpack – Produit par Madlib et Tha Alkaholiks)       | Get Out of My Life Woman de Solomon Burke | 4:39  |
| 2.  | Read My Lips (Produit par E-Swift)                                                 | Satan's Boogie des Ohio Players God Make Me Funky des Headhunters featuring Pointer Sisters | 3:11  |
| 3.  | Let It Out (Produit par Diamond D)                                                 | The Human Fly de Lalo Schifrin Anything You Can Do d'Ethel Merman et Ray Middleton | 4:40  |
| 4.  | 21 and Under (Produit par E-Swift)                                                 | The Thrill Is Gone de Funk, Inc. Impeach the President des Honey Drippers Superappin' de Grandmaster Flash and The Furious Five | 3:31  |
| 5.  | All the Way Live (featuring King Tee et Q-Tip – Produit par E-Swift)               | Inside My Love de Minnie Riperton | 4:22  |
| 6.  | Hit and Run (featuring Xzibit – Produit par E-Swift)                               | | 4:55  |
| 7.  | DAAAM! (Produit par E-Swift)                                                       | Nautilus de Bob James Gimmie What You Got du Pamplemousse ESPN Sportscenter Theme d'Annie Roboff Bustin' Loose de Chuck Brown and The Soul Searchers Oh My God de A Tribe Called Quest featuring Busta Rhymes Make Room des Alkaholiks              | 4:46  |
| 8.  | 2014 (Produit par E-Swift)                                                         | The Letter d'Al Green Hip-Hop vs. Rap de KRS-One | 3:11  |
| 9.  | Bottoms Up (featuring King Tee – Produit par E-Swift)                              | | 4:05  |
| 10. | Flashback (featuring The Baby Bubbas – Produit par E-Swift)                        | I Can't Stand It d'Evelyn « Champagne » King | 4:48  |
| 11. | The Next Level (featuring Diamond D et Lil' Ro – Produit par E-Swift et Diamond D) | Search for Jenny de Francis Lai Miles Out du Mahavishnu Orchestra The Fantastic 5 Intro des Fantastic Five Just Rhymin' With Biz de Big Daddy Kane featuring Biz Markie Only When I'm Drunk des Alkaholiks Likwit des Alkaholiks featuring King Tee | 4:44  |